# هانس ألكسندر فينكلر
هانس ألكسندر فينكلر (بالألمانية: Hans Alexander Winkler)، مستكشف ألماني، ولد في 14 فبراير عام 1890. حصل على شهادة الدكتوراه من جامعة توبنغن 1925، وفي عام 1928 أصبح استاذاً مساعداً في الجامعة نفسها واستمر في عمله إلى عام 1933، إلى أن اضطر إلى الاستقالة تحت ضغط الإدارة النازية. ذهب إلى مصر كرحالة ومستكشف وعمل مع العالم الإنجليزي السير روبرت روبن. عام 1939 انضم إلى الحزب النازي وعيّن في وزارة الخارجية الألمانية. أرسل عام 1944 للقتال في الجبهة الشرقية وفقد في 20 كانون الثاني 1945 ولم يُعرف عنه شيئاً.

## المؤلفات
له ست كتب منها:
- الفولكلور المصري،
- حركة ناس ووطن في أعالي مصر، عام 1937.
- الرموز والطلاسم السحرية عند المسلمين[1]